# بطولة أمريكا الجنوبية لكرة الطائرة للسيدات 1999
أقيمت بطولة أمريكا الجنوبية لكرة الطائرة للسيدات 1999 في نسختها الثالثة والعشرون في بلنسية في فنزويلا.

## الترتيب النهائي
| المركز | المنتخب    |
| ------ | ---------- |
| الأول  | البرازيل   |
| الثاني | الأرجنتين  |
| الثالث | بيرو       |
| 4      | فنزويلا    |
| 5      | الأوروغواي |
| 6      | باراغواي   |
| 7      | تشيلي      |

| بطولة أمريكا الجنوبية لكرة الطائرة للسيدات 1999 |
| ----------------------------------------------- |
| · البرازيل · للمرة الحادية عشر                  |

## روابط إضافية
- CSV الموقع الرسمي